# Pestalozzischule Hameln
Die Pestalozzi-Schule ist eine Grund- und Oberschule in Hameln. Sie wurde im November 1952 gegründet. Zurzeit werden hier ca. 450 Schüler unterrichtet.

## Geschichte

### Gründung
Als 1952 die Ostertorwallschule wegen Platzmangels aus ihren alten Gebäuden zwischen Thiemanns Hotel, der Kreditbank und der Bungelosenstraße ausziehen musste, wurden 849 Schüler und 19 Lehrkräfte in den Schulneubau am Lohhof in der Hamelner Nordstadt umgesiedelt. Bei der Einweihungsfeier am 5. November 1952 taufte Oberstadtdirektor Wilke die Schule auf den Namen Pestalozzi-Schule: „Diese neue Schule soll mehr als eine Unterrichtsanstalt sein, ihr soll nach den Forderungen ihres Namenspatronen das Kind zum Menschen, Christen und Bürger heranwachsen.“

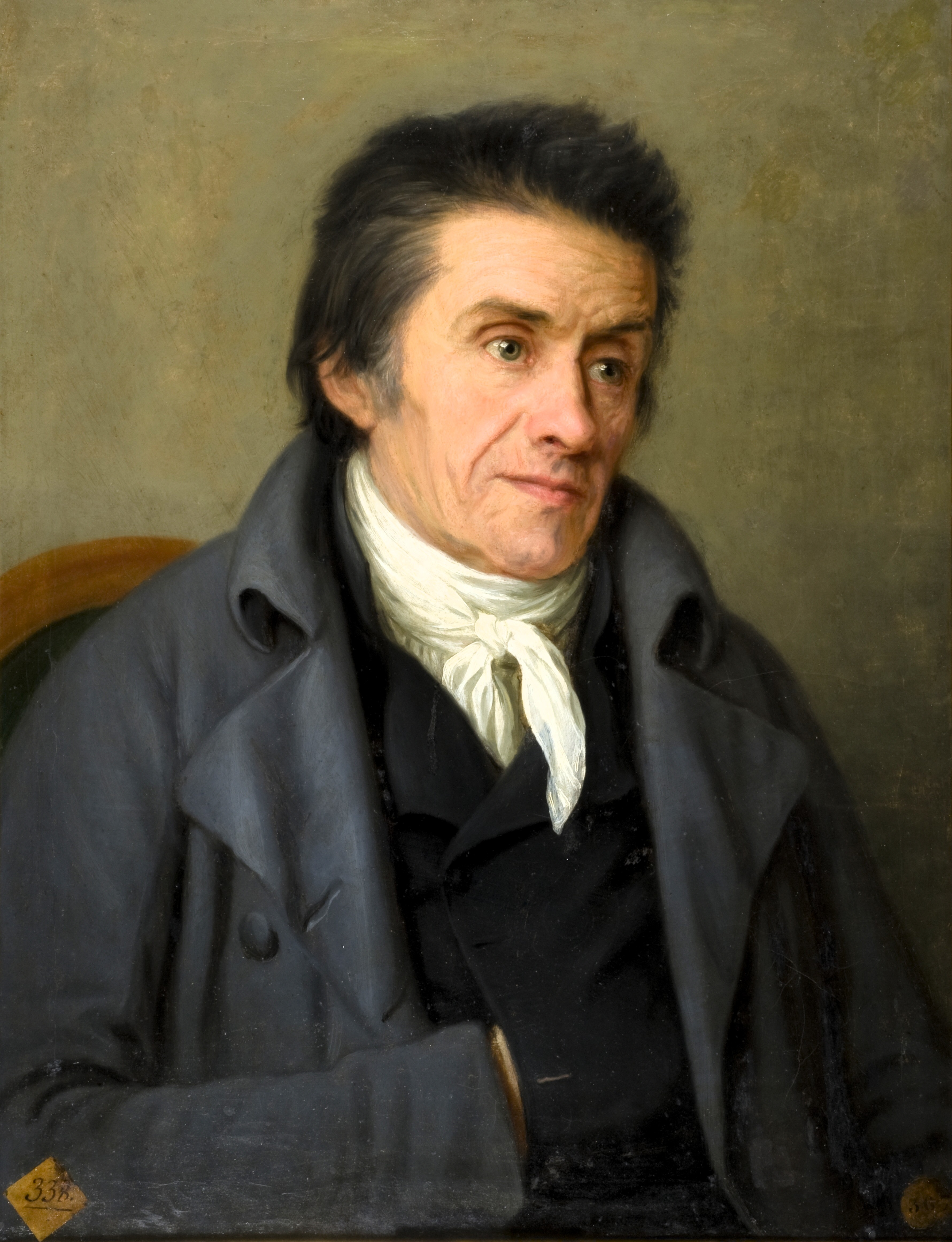
Namensgeber: Johann Heinrich Pestalozzi

### Schulleiter
- 1952–1956: Crewe
- 1956 – ?: Helmut Gerlach
- ? – 1983: Werner Seifarth
- 1983–1997: Wilhelm Hischemöller
- 1997–2013: Werner Heuer
- 2013 bis heute: Uwe Wilhelms-Feuerhake

### Grundschule
Seit dem Schuljahr 2000/2001 wird der Grundschulzweig der Pestalozzi-Schule als Grundschule geführt. Mit Beginn des Schuljahres 2015/16 ist auch der Grundschulbereich eine offene Ganztagsschule. Der Grundschulzweig der Pestalozzi-Schule wird seit vielen Jahren durchgehend zweizügig geführt. Die Schülerzahl in den einzelnen Klassen variiert zwischen 18 und 25 Kindern. Eine Kooperation mit der Kielhorn-Schule Hameln ging mit Beginn des Schuljahres 2016/17 in das 18. Jahr.

### Hauptschule und Oberschule
2004 wurde die Schule für die Klassen 5 bis 10 zur Ganztagsschule. Zu diesem Zweck wurde die Schule neu gestaltet. Sie verfügt über eine gut eingerichtete Mensa und einen großen Freizeitbereich. Die Pestalozzi-Schule ist seit Beginn des Schuljahres 2011/12 eine Oberschule.

## Abschlüsse
Die Oberschule ist grundsätzlich auf die Klassen 5 bis 10 ausgelegt. In Klasse 9 und 10 wählen die Schüler, ob sie am Kooperationsunterricht mit den berufsbildenden Schulen oder am Profilunterricht teilnehmen. Im Kooperationsunterricht wird zusätzlich zum allgemeinbildenden Abschluss ein Zertifikat der berufsbildenden Schule (Inhalt des 1. Ausbildungsjahres) erworben. Der Profilunterricht findet auf erhöhtem Niveau statt und wird durch ein Projekt oder das Engagement in der Schülerfirma ergänzt. Die Sekundarabschlüsse I sind sowohl bei Wahl des Kooperations- als auch des Profilunterrichts möglich.

## Grundsätze
- Klassenlehrerprinzip – 10–12 Unterrichtsstunden in Hand des Klassenlehrers/der Klassenlehrerin
- intensive Elternarbeit
- Persönlichkeitsentwicklung der Schüler als Aufgabe
- Unterstützung der Schüler über den Unterricht hinaus
- Zusammenarbeit mit außerschulischen Partnern
- Individuelle Förderung/Forderung
- jahrgangsbezogener Unterricht von Klasse 5 bis 10 – so viel gemeinsam wie möglich
- alle Schüler sind Oberschüler(innen), keine Aufteilung in Haupt- und Realschulkurse/klassen
- Berufsorientierung als Schwerpunkt
- Kooperations- und Profilunterricht in Zusammenarbeit mit berufsbildenden Schulen[4]